# Ратослава Младеновић
Ратослава Младеновић је била супруга Алтомана Војиновића и мајка Николе Алтомановића.

## Биографија
Из натписа на надгробном споменику мајке Николе Алтомановића, нађеном код манастира Бање поред Прибоја, сазнајемо да је Алтоман, син војводе Војина, био ожењен Ратославом, ћерком војводе Младена, родоначелника Бранковића. Алтоман се са Ратославом оженио у јесен 1347. године. Надгробни камен није поставио Алтоман већ Ратославин син Никола што је показатељ да је Ратослава надживела свог мужа. Ратослава је била сестра каснијег севастократора Бранка Младеновића, оца Вука Бранковића. Никола Алтомановић је највероватније рођен већ следеће, 1348. године, јер је већ 1366. године ступио на историјску сцену. Тада је већ био веома млад.